# 大御所時代

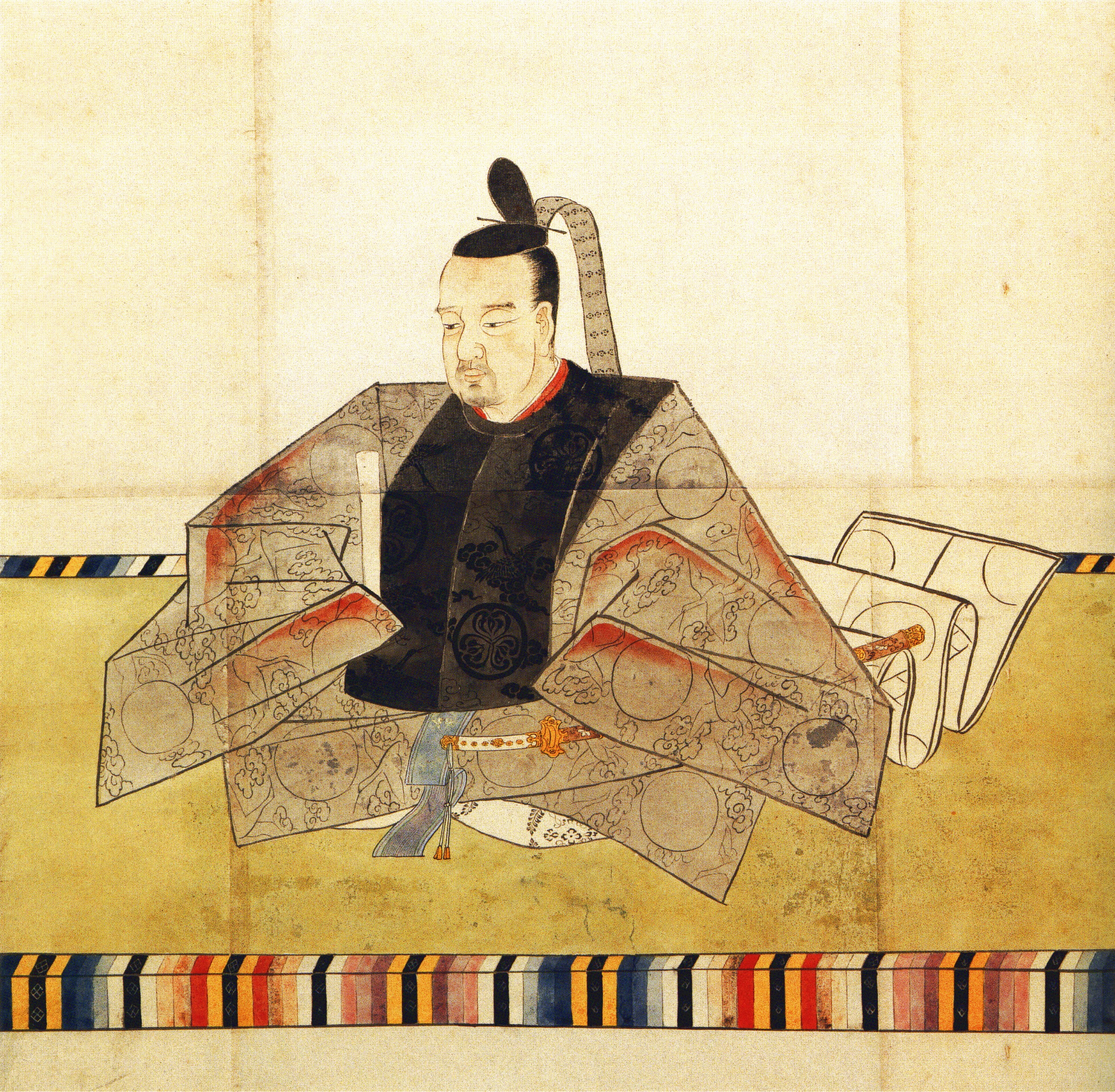
江戸幕府第11代将軍・徳川家斉

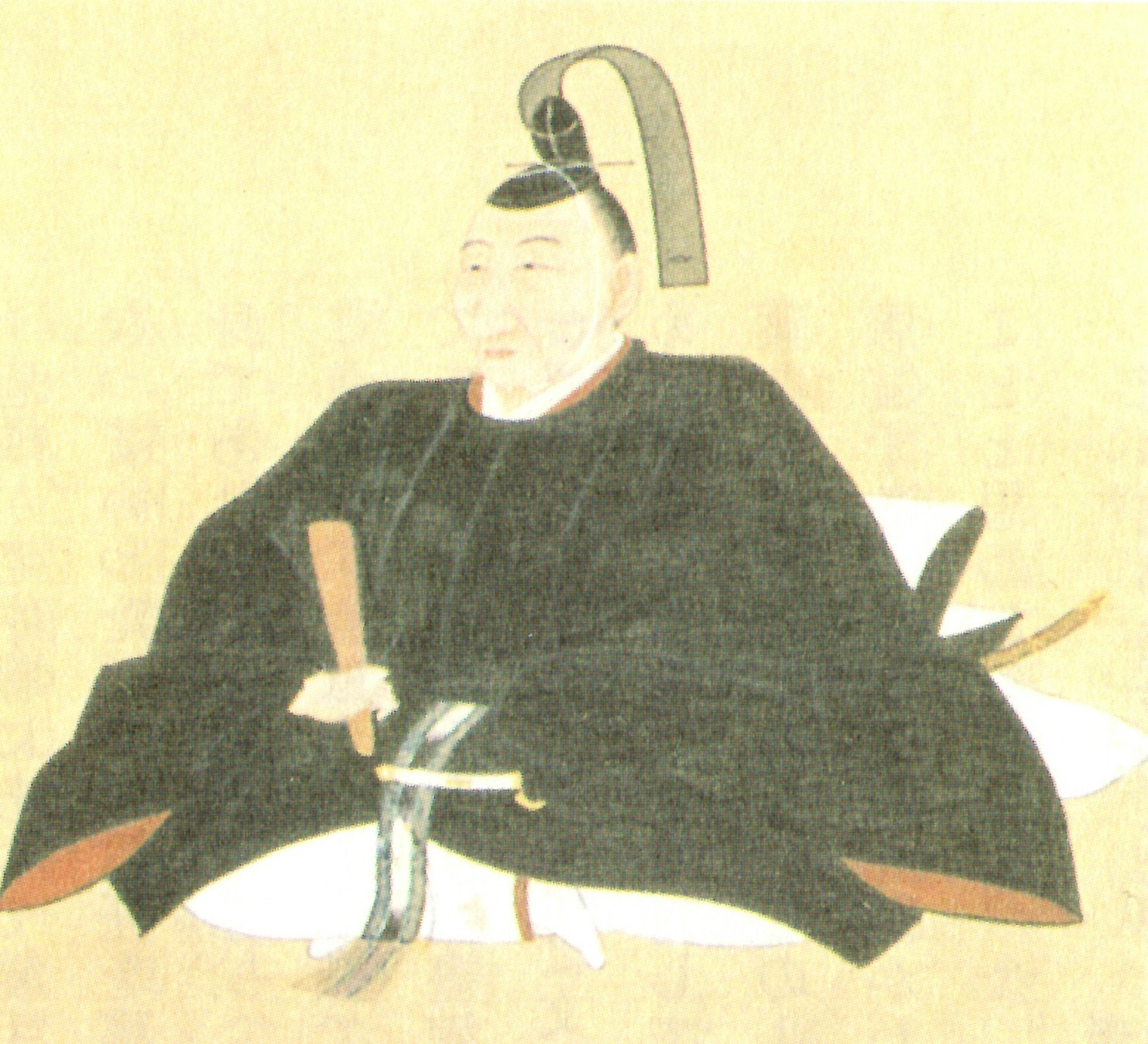
老中・水野忠成

大御所時代（おおごしょじだい）は、江戸時代後期、寛政の改革と天保の改革の間の期間（1793年～1841年）で、第11代将軍徳川家斉の治世。家斉は1837年（天保8年）に隠居して大御所となってからも政治の実権を握っていたため、後の人が「大御所時代」と呼ぶようになった。
その通称から誤解されやすいが、「大御所時代」には家斉が将軍の地位にあった50年間も含まれる。一方、実際に大御所であったのはわずか4年である。すなわち、後の世から振り返っての呼び名という側面が大きい。
また同時期の代表的な元号より文化文政時代（ぶんかぶんせいじだい）、あるいはこれを略した化政時代（かせいじだい）という呼称が用いられる場合がある。

## 概要
家斉は、1781年一橋家から江戸城に入り、1787年に15歳で将軍となった。
1793年、寛政の改革を主導した松平定信が6年で失脚すると、定信の政策は老中首座松平信明らによって受け継がれた。俗にいう寛政の遺老の時代である。しかし、寛政の改革から24年経った1817年信明が病死すると、家斉は寛政の遺老達を遠ざけ、かつて田沼意次派に属した水野忠成が老中首座へとなった。水野は将軍家斉の信任を得て17年間も幕政の責にあたった。水野の政治は田沼時代の再来と揶揄され賄賂政治が横行し、幕政の腐敗、綱紀の乱れを生じ、家斉自身も豪奢な生活を送るようになり、幕府財政も破綻に向かっていった。財政備蓄は天明の大飢饉の財政危機の際、財政緊縮政策により寛政10年には107万7200両にまで回復していたが、文化13年には72万3800両にまで減少していた。水野忠成は財政増収を図るため8回に及ぶ貨幣改鋳を断行し質の劣る貨幣を鋳造し600万両近い通貨発行益を得たが大量の質の悪い貨幣により物価高騰を引き起こし庶民生活を圧迫した。
また、家斉は53人の子に恵まれており、そのうち将軍になった家慶以外の成人まで生き残った25人は有力大名の元へ養子・嫁入りした。家斉の子女の縁組先は拝借金の貸与や領地の加増などの優遇を受けたため、それ以外の大名家から憤慨された。さらにはゴローニン事件の解決によってロシア関係が緩和されたのを理由に海防体制も緩和、寛政の遺老の代に幕府が大いに力を注いだ蝦夷地直轄地政策も取りやめ松前藩に蝦夷を返還した。
家斉は将軍在職50年の後、1837年に世子家慶に将軍職を譲り隠居してからも実権を持ち、1841年1月に69歳で死去するまで続いた。家斉の死後、幕政建て直しのため、水野忠邦による天保の改革が始まる。
大御所時代の代表的な出来事にお蔭参り、大塩平八郎の乱などがあった。
大御所時代は、家斉が在職中の天明、寛政、享和、文化、文政、天保の各元号のなかで、とくに文化～天保までを指すため、文化文政時代（化政時代）も呼ばれている。この時代は、江戸を中心に、退廃的・享楽的な化政文化が栄えた。一方で、外国からの政治的圧力が相次いだほか、1833（天保4年）には冷夏を要因とする天保の大飢饉が発生し、一揆・打ちこわしが多発した。太平の世相を謳歌しながらも経済的・社会的な矛盾が進行し、封建制の江戸幕府が衰退を始める時期でもあった。
1841年に家斉が死去すると大御所時代は終わりを迎えた。その後、水野忠邦が進めた天保の改革の影響は大きく、厳しい統制の時代になったため、昔を懐かしんだ人々が大御所時代と呼び始めたともいわれる。

## 文化文政時代の政治

### 寛政～文化年間
寛政5年（1793年）に松平定信が老中を解任され、松平信明が老中首座に、本多忠籌が老中格（老中に準じる役職）に任じられる。戸田氏教、一橋治済（将軍家斉の父）も含め、この時期には寛政の改革の緊縮財政路線は大きく変更されず継承された。彼ら寛政の遺老たちが政治の実権を握っていたため、家斉自身が親政することはなかった。関東地方の治安維持を目的として、1805年（文化2年）に関東取締出役が設置された。

### 文政年間
文化14年（1817年）に信明が死去すると、家斉は老中首座に水野忠成を任命する。この時期、金の含有量を減らした文政小判の発行など8度に及ぶ貨幣改鋳や、農村の治安維持対策としての文政の改革（1827年～1829年）が行われた。財政支出の増加により大量の貨幣が市場に投下されたことで、物価の持続的な上昇と共に、貨幣経済が農村にまで進展した。一方、幕政の緊張が緩み賄賂政治・放漫財政が黙認されたため「水の（水野）出て もとの田沼に なりにける」と風刺された。将軍家斉の奢侈な大奥生活も、社会の退廃的風潮を促進し、幕府の財政や政治に影響をもたらしたとされる。文政10年（1827年）には父・治済が死去。

### 天保年間
天保4年（1833年）、大雨による洪水や冷害が原因となり起こった天保の大飢饉は、天保10年（1839年）まで続く大規模なものであった。飢饉による米不足により、天保8年（1837年）に大坂で大塩平八郎の乱が起こる。百姓・町人による一揆とは異なる、支配階級である武士が幕府に反旗を翻したことは、社会に大きな衝撃を与えた。水野忠邦は天保5年（1834年）に老中に、天保10年（1839年）には老中首座に任じられていたが、本格的な改革が始動するまでには家斉の死去を待たねばならなかった。天保8年（1837年）に家斉は子の家慶に将軍職を譲り隠居するも、天保12年（1841年）に死去するまで大御所として親政を行った。

## 社会・文化
文化・文政期は、260年以上続いた徳川幕府の中でもとりわけ「泰平の世」であったとされる。政治的には増加する外国船の接近に対して対症療法に終始するなど、幕藩体制にはほころびが表れていた。しかし家斉自身が政治に興味を見せず、厳しい改革が行われなかったこともあり、自由な気風の中で庶民文化（化政文化）が花開き、「江戸文化」の最盛期を迎えた。

## 不況の化政期
一般に江戸時代の経済はバブル期の如き江戸初期や元禄などの高度経済成長時代から享保を境に低成長時代へと移り変わったと言われる。
大御所時代に関しても寛政の改革や寛政の遺老の時代のみならず、その後の水野忠成の時代になっても同時代に生きた人間の感覚として当時は不景気であった。水野忠成の時代の作である津田敬順の「十方庵遊歴雑記」には、「時節下り不景気といへど、花の江戸と余国に賞するも宣なり」とあり、少なくとも文政年間に成立したこの書の時期には江戸市民の間で当世は不景気という認識があったことがうかがえる。庶民生活の様子からの考察としては、文化年間には縁日や盛り場などに「三十八文見世」という三十八文均一で販売する安価な店が人気を博し、時を置かずして続いて十九文、十八文、十二文見世が登場した。これは現代で言うところの100円均一、200円均一商法と同じである。超激安のこれらの店の登場は江戸経済が決して好況ではなかったことを示している。

## 年表
- 天明6年（1786年）　10代将軍徳川家治死去（50歳）。田沼意次が老中を辞職。
- 天明7年（1787年）　徳川家斉が11代将軍に就任（15歳）。松平定信による寛政の改革始まる。
- 寛政4年（1792年）　ロシアの遣日使節ラクスマンが根室に来航。
- 寛政5年（1793年）　松平定信が老中を免職される。松平信明が老中首座となる（大御所時代の開始）。徳川家慶誕生。
- 寛政10年（1798年）　本居宣長の『古事記伝』が完成する。
- 寛政12年（1800年）　伊能忠敬が蝦夷地の測量を命じられる。
- 享和2年（1802年）　十返舎一九の『東海道中膝栗毛』が出版される。
- 文化元年（1804年）　絵草紙の出版・販売が制限される。ロシアの遣日使節レザノフが長崎に来航。
- 文化3年（1806年）　文化の薪水給与令が出される。
- 文化4年（1807年）　ロシア船が択捉島・利尻島に上陸、日本人集落が攻撃を受ける（文化露寇）。
- 文化5年（1808年）　イギリスの軍艦フェートン号が長崎に入港。
- 文化6年（1809年）　間宮林蔵が樺太を探検、間宮海峡を発見する。
- 文化8年（1811年）　ゴローニン事件が起こる。
- 文化11年（1814年）　滝沢馬琴の『南総里見八犬伝』が刊行開始される。
- 文化14年（1817年）　松平信明死去。水野忠成が老中首座となる。
- 文政2年（1819年）　小林一茶の俳諧俳文集『おらが春』が成立（刊行は1852年）。
- 文政4年（1821年）　伊能忠敬の弟子たちにより『大日本沿海輿地全図』が完成される。
- 文政7年（1824年）　徳川家定誕生。シーボルトが鳴滝塾を開設。
- 文政8年（1825年）　異国船打払令が出される。
- 文政10年（1827年）　家斉の父・一橋治済死去。
- 文政11年（1828年）　シーボルト事件が起こる。
- 文政13年（1830年）　水戸藩主徳川斉昭が藩政改革に着手。伊勢のお蔭参りが流行する。
- 天保2年（1831年）　葛飾北斎の浮世絵集『富嶽三十六景』が版行される。
- 天保3年（1832年）　頼山陽死去。為永春水の『春色梅児誉美』が刊行される。
- 天保4年（1833年）　天保の大飢饉（～1839年）が起こり、一揆・打ちこわしが多発する。歌川広重の浮世絵集『東海道五拾三次之内』が版行される。
- 天保5年（1834年）　忠成の死去に伴い水野忠邦が老中となる。
- 天保7年（1836年）　『江戸名所図会』が出版される。
- 天保8年（1837年）　大塩平八郎の乱。家斉が将軍職を家慶に譲る。家慶に将軍宣下。モリソン号事件が起こる。
- 天保9年（1838年）　江戸城西の丸を焼失。
- 天保10年（1839年）　モリソン号事件を批判した高野長英・渡辺崋山らが処罰される（蛮社の獄）。
- 天保11年（1840年）　清とイギリスの間でアヘン戦争が勃発する。
- 天保12年（1841年）　大御所家斉死去（69歳）。天保の改革が始まる。